# Mario Agodino
Mario Dante Agodino (San Francisco, Córdoba, 1917 - 1975) fue un político argentino, integrante del Partido Justicialista, abogado,  miembro fundador del Colegio de Abogados de la Quinta Circunscripción Judicial de la Provincia de Córdoba -San Francisco y Gobernador de Córdoba designado por la Asamblea Legislativa de Córdoba provisionalmente, desde 28 de febrero hasta el 15 de marzo de 1974.

## Los años de la proscripción
Participó activamente en la política local del lado del peronismo, liderado en San Francisco por el Intendente Miguel Visconti. Con el Golpe de Estado del 23 de septiembre de 1955, que derrocó al gobierno constitucional de Juan Domingo Perón, se instaura la dictadura militar autodenominada Revolución Libertadora. El régimen militar de Eduardo Lonardi interviene todas las provincias, disuelve el poder legislativo y la Corte Suprema, las autoridades municipales peronistas electas son desplazadas del gobierno y Visconti es sustituido por decreto del régimen militar por el suboficial Alejandro Golbert. Agodino que es proscripto, asume la defensa de la doctrina justicialista desde la proscripción de Juan D. Perón. En las elecciones generales de 1958, donde el peronismo se hallaba proscripto, apoyó a los candidatos de la Unión Cívica Radical Intransigente tras el entendimiento político de Perón con Frondizi.
El 18 de marzo de 1962 debían realizarse las elecciones para renovar la mitad de los diputados y elegir nuevos gobernadores provinciales. Arturo Frondizi dispuso no excluir a la Unión Popular que, bajo ese nombre, respondía a la política de Perón y trató de sumar al peronismo proscripto, desde el Golpe de 1955. En Córdoba, el denominado neoperonismo se organizó en el Partido Laborista y eligió candidato a gobernador a Carlos Berardo. En ese marco, Agodino es elegido candidato a Intendente de San Francisco enfrentando al frondizista Guillermo José Peretti, quien buscaba la reelección en el cargo. En una de las más reñidas elecciones de la historia de San Francisco, se impuso el candidato de la UCRI por cuarenta y nueve votos de diferencia: 8.079 a 8.030. Sin embargo, en el contexto de una buena jornada electoral del neoperonismo y de una mancha para la democracia argentina, el 30 de marzo fueron anulados por el presidente Arturo Frondizi los comicios y se restableció la proscripción política del peronismo y de todos sus adherentes.
Protagonista del Cordobazo en 1969; el Cordobazo inició el fin de la dictadura militar de Onganía.

## Legislador del FREJULI
El 12 de abril de 1971, por el Decreto Nº 18.975, los partidos políticos inician su etapa de reorganización a nivel nacional y en las provincias, para las elecciones que restablecerían nuevamente el sistema democrático de gobierno. Elegido por Perón, por sus antecedentes políticos en la provincia y su incondicional lealtad, Ricardo Obregón Cano fue designado delegado del Consejo Superior Peronista para llevar adelante la tarea de reorganización partidaria en Córdoba; luego de la convocatoria a elecciones del gobierno de facto presidido, en ese entonces, por Alejandro Agustín Lanusse.
Elegido el candidato a gobernador del justicialismo, se constituyó el Frejuli -Frente Justicialista de Liberación-, que además integraban el Movimiento de Integración y Desarrollo, el Movimiento de Acción Popular, el Partido de Vanguardia Popular y la Democracia Cristiana, bajo el lema "de la resistencia al poder". En las elecciones generales del 11 de marzo de 1973, ganó el Frejuli y Agodino es elegido Diputado de la Provincia de Córdoba, asumiendo inmediatamente como Presidente de la Cámara de Diputados de la Provincia de Córdoba.

## Dos gobernadores, la Intervención Federal de Córdoba
La noche del miércoles 27 de febrero de 1974 un grupo de más de cincuenta policías cordobeses ingresó a la Casa de Gobierno provincial y depuso al gobernador peronista Ricardo Obregón Cano y a su vice, el dirigente gremial Hipólito Atilio López, comandados por Antonio Domingo Navarro. Ante la ausencia del presidente de la Cámara de Senadores de la Provincia de Córdoba, Norberto Erico Tejada, Agodino, asumió la gobernación interina, el 1 de marzo llamó a elecciones para “(…) completar el proceso tendiente a la normalización institucional”.
La convocatoria se realizó de acuerdo a los artículos 99 y 100 de la Constitución Provincial, en los que se determinaba que ante impedimentos o renuncia del Gobernador, del Vice y del Presidente de la Cámara de Senadores, corresponde al titular de la Cámara de Diputados ejercer la primera magistratura.
El 5 de marzo se consiguió la media sanción del Senado y cuatro días más tarde la Cámara de Diputados de la Nación Argentina completó el proceso. el nuevo gobernador anunciaba la convocatoria a nuevas elecciones para el primero de setiembre. En su honor existe la calle Gdor Agodino en San Francisco, Córdoba.